# Códice Tro-Cortesiano
El Códice Tro-Cortesiano o Códice de Madrid (también escrito Tro-Cortesano, Trocortesiano, Trocortesano o, en latín, Codex Tro-Cortesianus) es un códice maya, escrito en yucateco y cholano procedente de Yucatán en México, datado entre el siglo XVI y el XVII. Fue redescubierto en España en la década de 1860, está considerado el libro más importante del Museo de América de Madrid, y una de las piezas más destacadas de toda la colección, aunque por necesidades de conservación lo que se expone al público es un facsímil y el original permanece guardado en la cámara acorazada del museo.
Toma su nombre del archivista y contrabandista español Juan de Tro y Ortolano de la Reina (1814-1875), en cuyo poder se encontró este códice «troano».
El códice proviene originalmente de Yucatán y fue creado en el periodo posclásico de la civilización maya, con base al contenido del códice se sabe que viene específicamente de la parte noroccidental de Yucatán pues dentro del documento se presentan los mismos portadores de año del calendario de Mayapán (K’an, Muluk, Ix y Kawak) y la misma simbología utilizada en la región así como los mismos rituales de año nuevo que fueron registrados y descritos por el obispo Diego de Landa en 1566 y que eran realizados por los mayas en el noroeste de Yucatán.
Se trata de uno de los cuatro únicos códices mayas prehispánicos que se conservan, junto con el Códice de Dresde (Biblioteca Estatal de Sajonia y de la Universidad de Dresde, Dresde), el Códice de París o Códice Peresiano (Biblioteca nacional de Francia, París) y el Códice Maya de México, o Códice Grolier o Códice Sáenz, (Biblioteca Nacional de Antropología e Historia, Ciudad de México), cuya autenticidad fue por mucho tiempo discutida, aunque un estudio en profundidad publicado en 2016 por un equipo de la Universidad Brown (Estados Unidos) aseguró que no solamente es auténtico, sino el más antiguo de los conservados.

## Descripción
Consta de 56 hojas escritas por ambas caras, con un total por tanto de 112 páginas. Su soporte es una tira vegetal que está plegada en forma de biombo, para así facilitar su lectura. Sus dimensiones son 6,82 metros de largo, 22,6 centímetros de alto y 12,2 de ancho. Ello lo convierte, con diferencia, en el libro maya precolombino más extenso de los que se conservan, frente a los 3,56 metros del Códice de Dresde y 1,43 del de París. Como era costumbre entre los mayas, cada página está ribeteada en sus cuatro lados por una gruesa línea de color rojo. En algunas de ellas aparecen también otras líneas rojas horizontales que las dividen en secciones.
Se trata de un libro de carácter adivinatorio, cuya estructura está basada en el Tzolk'in, el ciclo sagrado de 260 días, en particular el utilizado en el norte de Yucatán tomando de base el calendario de Mayapán cuyos portadores de año eran K’an, Muluk, Ix y Kawak. Su contenido consta principalmente de almanaques y horóscopos utilizados para ayudar a los sacerdotes mayas en la realización de sus ceremonias y rituales adivinatorios. También contiene tablas astronómicas, pero menos que en los otros tres códices. Es probable que parte del contenido haya sido copiado de libros mayas más antiguos. El códice también incluye una descripción de la ceremonia de Año Nuevo. Aunque es estilísticamente uniforme, un análisis detallado sugiere que en su producción participaron varios escribas. El contenido religioso de la obra hace probable que los propios escribas fueran miembros de la clase sacerdotal. El códice se transmitió probablemente de sacerdote a sacerdote, y cada uno añadió al libro una sección de su propia mano.
Las ilustraciones del códice representan rituales propios de la región del occidente de Yucatán como el sacrificio humano, la ceremonia de año nuevo y la invocación a la lluvia (Chaak), así como actividades cotidianas como la apicultura, la caza, la guerra y el tejido. Otras imágenes muestran a dioses fumando silkar (tablas 25, 26 y 34), cigarros de hojas de tabaco similares a los modernos cigarrillos.